# Dobry (stacja kolejowa)
Dobry – zlikwidowana stacja kolejowa w Dobrach, w gminie Godkowo, w powiecie elbląskim w województwie warmińsko-mazurskim, w Polsce. Położona na linii kolejowej ze Słobit do Dobrów. Linia ta została ukończona w 1925 roku. Została rozebrana w 1945 roku.